# اما کنی
اِما کِـنی (انگلیسی: Emma Kenney؛ زادهٔ ۱۴ سپتامبر ۱۹۹۹) بازیگر اهل ایالات متحده آمریکا است. وی از سال ۲۰۰۹ میلادی تاکنون مشغول فعالیت بوده‌است.
از فیلم‌ها یا برنامه‌های تلویزیونی که وی در آن نقش داشته‌است، می‌توان به بی‌شرم، امپراتوری بوردواک و حماسه اشاره کرد.